# Tânganu
Tânganu – wieś w Rumunii, w okręgu Ilfov, w gminie Cernica. W 2011 roku liczyła 3110 mieszkańców.